# James Roberts
James Roberts (Tweed Heads, 11 de abril de 1991) é um nadador australiano, medalhista olímpico.
No Campeonato Mundial de Esportes Aquáticos de 2011, ajudou a levar a Austrália à medalha de ouro do revezamento 4x100 metros livres e a prata nos 4x100 m medley.
Se classificou para os 100 metros livre em Londres 2012 com a marca de 47s63. Ficou em 4º lugar nos 4x100m livres.